# Ekaterina Galanta
Ekaterina Galanta, née à la fin des années 1890 à Saint-Pétersbourg,, connue aussi comme Ketty Galanta ou Ketty de Galanta, est une danseuse russe, membre des Ballets russes.

## Début
Ekaterina Galanta naît et grandit à Saint-Pétersbourg. Nikolai Legat est son premier professeur de ballet.

## Carrière

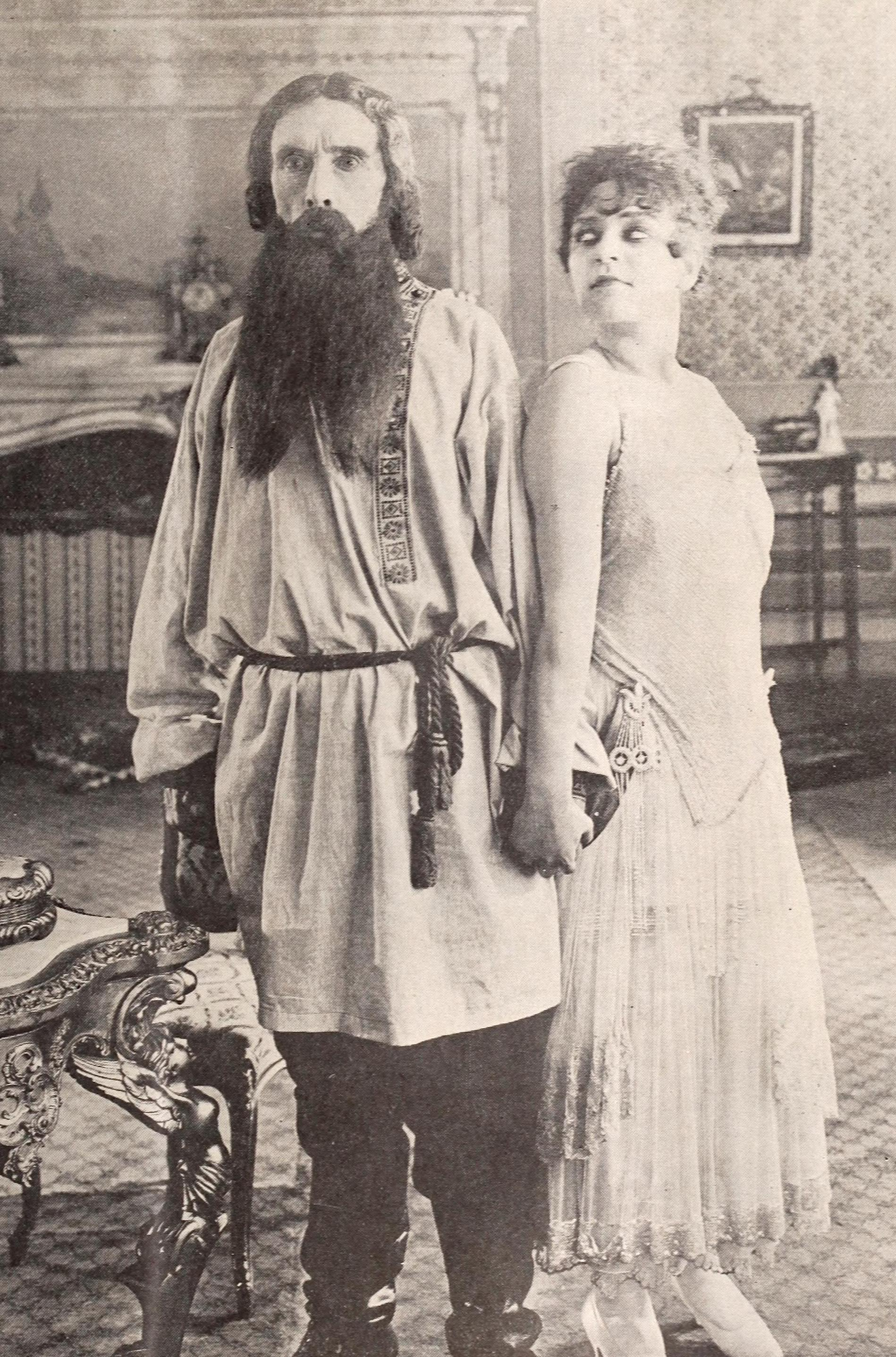
Galanta dans le rôle d'Anna Vyrubova avec Edward Connelly, dans le rôle de Raspoutine dans The Fall of the Romanoffs, 1917

Ekaterina Galanta fait une tournée aux États-Unis avec les Ballets russes en 1916, avec entre autres Vaslav Nijinski, Adolph Bolm, Flore Revalles, Lydia Lopokova, Olga Spessivtseva et Valentina Kachouba, en compagnie de quarante danseurs,. Lorsque la compagnie de ballet quitte les États-Unis, elle reste pour poursuivre une carrière solo. Elle danse au Metropolitan Opera House dans Petruschka en 1916. Tandis qu'elle est danseuse principale dans The Wanderer à New York en 1917, elle est une mentore de la danseuse américaine Martha Lorber. En 1918, elle apparaît comme danseuse dans la comédie musicale Chu Chin Chow (en) .
Herbert Brenon choisi Galanta pour son film muet The Fall of the Romanoffs (en) en 1917,,. Un critique trouve sa performance distrayante « Ketty Galanta est vive dans le rôle d'Anna ; [ses yeux] roulent d'une manière si merveilleuse qu'on craint qu'ils ne lui sortent de la tête ; par conséquent, le public halète d'émerveillement alors qu'il devrait simplement ressentir le frisson de l'émotion ». Elle apparait dans deux autres films, réalisés par Brenon, Empty Pockets (en) (1918), un film à énigme avec Malcolm Williams, et The Passing of the Third Floor Back (1918), basé sur la pièce de Jerome K. Jerome, et mettant en vedette Johnston Forbes-Robertson (en).

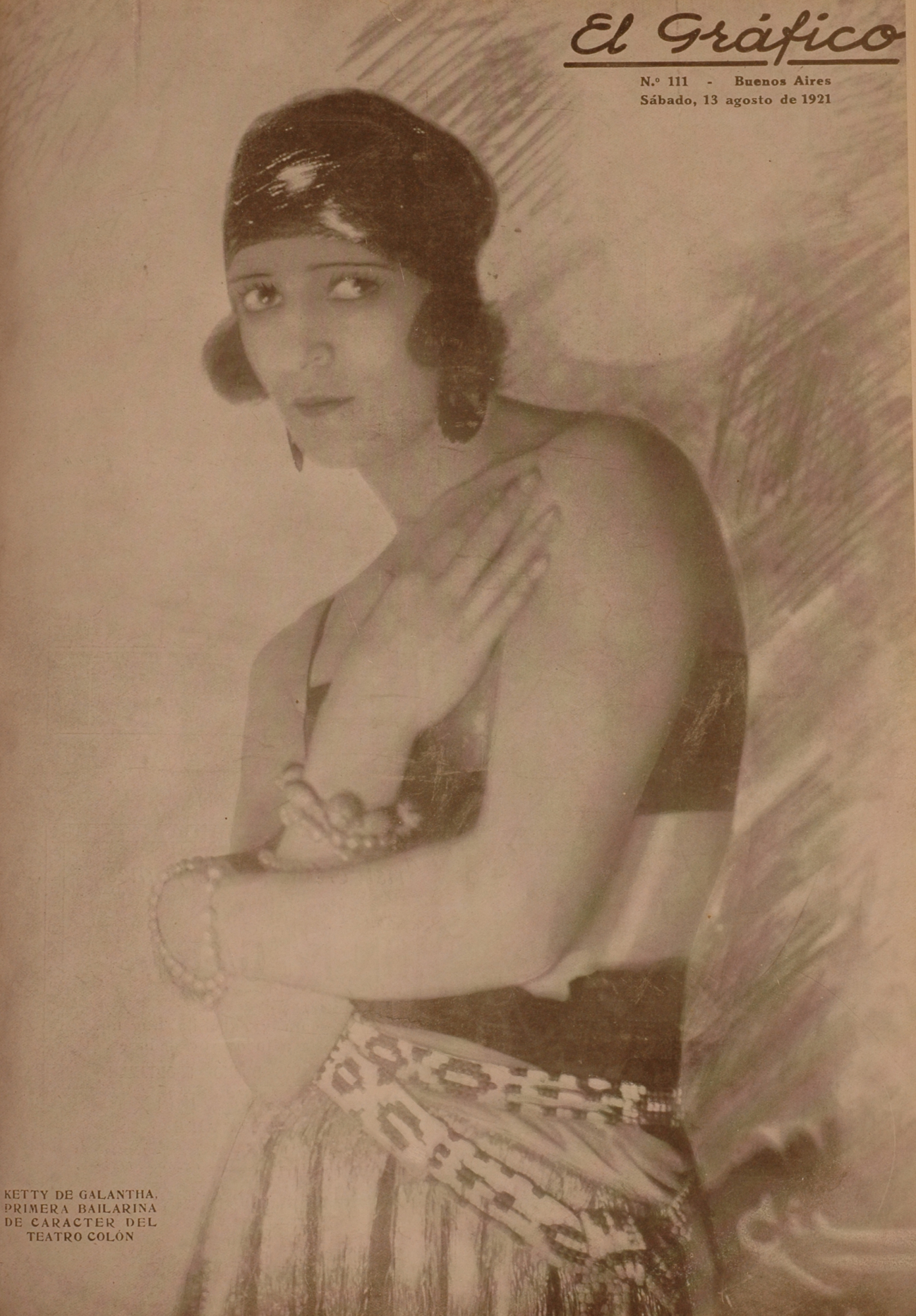
Ketty de Galantha en couverture du magazine argentin El Gráfico en 1921.

En 1922, Galanta déménage en Amérique du Sud  où elle enseigne la danse dans sa propre école de danse  à Buenos Aires, en Argentine. L'une de ses étudiantes à Buenos Aires est  María Fux. Elle est l'une des fondatrices de l'Association des Amis de la Danse (AADA), avec Tamara Grigorieva, danseuse des Ballets russes.